# ملك روما
ملك روما (باللاتينية: Rex Romae) هو ما كان أعلى مسؤولٍ سياسي في المملكة الرومانية. تقول الأساطير أن أول الملوك الرُّومان كان رومولوس ورموس، الذي أسَّس مدينة روما عام 753 ق.م فوق تلة بالاتين. يقال أن ثمَّة سبعة ملوكٍ حكموا روما بعد ذلك حتى عام 509 ق.م، عندما هُزِمَ آخر الملوك، وبالتالي امتدَّ عهد كل من الملوك الرومان وسطياً لمدة 35 عاماً. إلا أنَّ جميع سجِّلات روما القديمة فقدت إثر سقوط المدينة ونهبها عام 390 ق.م، ولذلك فإنَّه من المستحيل الحصول على تأريخٍ دقيقٍ لحقبة الملوك الرومان، وإن تاريخهم الحالي مختلطٌ كثيراً بالأساطير الرومانية القديمة.
بعد وفاة الملك الأول ورموس، لم ينتمي خلفاؤه من ملوك روما إلى سلالة حاكمة معيَّنة، ولا يشير تاريخهم المكتوب إلا أنَّهم ورثوا الحكم لأبنائهم وأقربائهم أو ما شَابه حتى عهد الملك الخامس تاركوينيوس بريسكوس. ويعتقد البعض أن محاولة تاركوينوس لتأسيس مملكة متوارثة هي التي أدَّت لاحقاً إلى انبثاق الجمهورية الرومانية. 
في عام 1811، أعاد نابليون إنشاء لقب "ملك روما" ومنحه لابنه نابليون الثاني، الذي احتفظ به حتى عام 1814.

## قائمة ملوك روما (753–510 ق.م)
| رسم | الاسم                                             | الميلاد-الوفاة               | بداية الحكم | نهاية الحكم | أسلوب تسلم الحكم                                                     |
| --- | ------------------------------------------------- | ---------------------------- | ----------- | ----------- | -------------------------------------------------------------------- |
|     | رومولوس ورموس ROMVLVS REX                         | 771 ق.م – 716 ق.م (عن سنّ 53) | 753 ق.م     | 716 ق.م     | أعلنَ نفسه ملكاً بعد أن قتل أخاه.                                      |
|     | نوما بومبيليوس NVMA POMPILIVS REX                 | 753 ق.م – 672 ق.م (عن سنّ 80) | 715 ق.م     | 672 ق.م     | انتخبه مجلس روما ملكاً بعد وفاة ورموس.                                |
|     | تولوس هوستيليوس TVLLVS HOSTILIVS REX              | ? – 640 ق.م                  | 672 ق.م     | 640 ق.م     | انتخبه مجلس روما ملكاً بعد وفاة نوما بوميليوس.                        |
|     | أنكوس ماركيوس ANCVS MARCIVS REX                   | ? – 616 ق.م                  | 640 ق.م     | 616 ق.م     | حفيد نوما بوميليوس، انتخبه مجلس ملكاً بعد وفاة تولوس هوستيليوس.       |
|     | تاركوينيوس بريسكوس LVCIVS TARQVINIVS PRISCVS REX  | ? – 578 ق.م                  | 616 ق.م     | 578 ق.م     | انتخبه مجلس روما ملكاً بعد وفاة أنكوس ماركيوس.                        |
|     | سيرفيوس توليوس SERVIVS TVLLIVS REX                | ? – 534 ق.م                  | 578 ق.م     | 534 ق.م     | كان زوج ابنة تاركوينيوس بريسكوس، نصَّب نفسه ملكاً بعد أن اغتيل بريسكوس. |
|     | تاركوينيوس سوبربوس LVCIVS TARQVINIVS SVPERBVS REX | ? – 495 ق.م                  | 534 ق.م     | 510 ق.م     | ابن أو حفيد تاركوينيوس بريسكوس، نصَّب نفسه ملكاً بعد أن اغتيل توليوس.   |

## إحياء اللقب

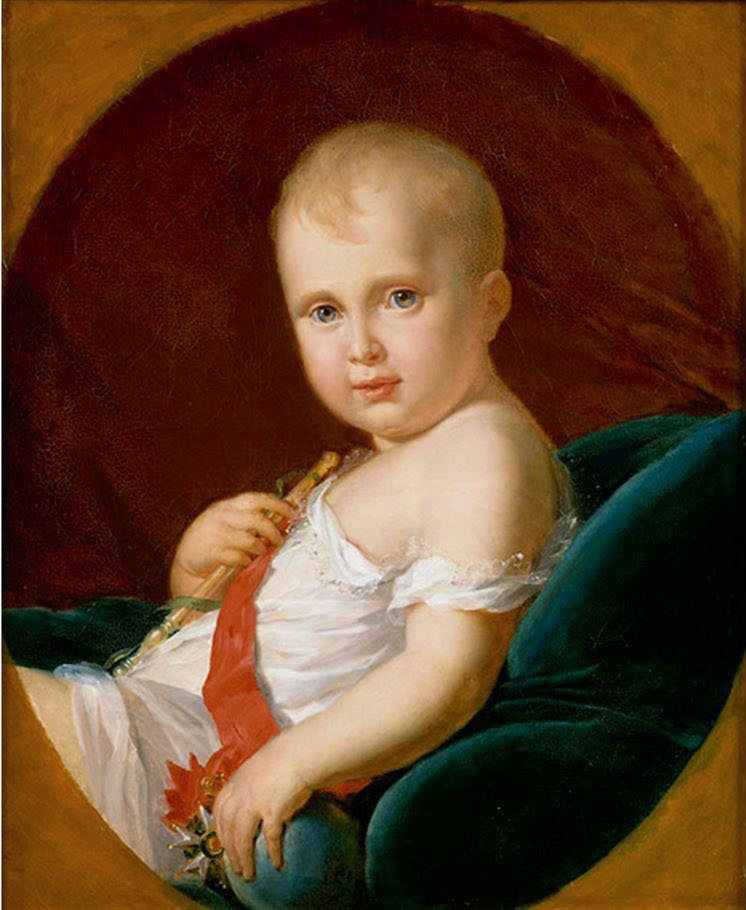
ملك روما بريشة البارون جيرارد.

منح نابليون ابنه لقب ملك روما. نصّت المادة السابعة من النظام الأساسي للمجلس الاستشاري الصادر في 17 فبراير 1810، على أن "الأمير الإمبراطوري [أي ولي العهد] يحمل لقب ملك روما ويحظى بتشريفاته". لم يكن هذا اللقب مُدرجًا في دستور السنة الثانية عشرة. يُذكّر هذا اللقب بلقب ملك الرومان، الذي يحمله الورثة المُعيّنون للإمبراطورية الرومانية المقدسة.
كان هذا اللقب يهدف أيضًا إلى تذكير البابا بيوس السابع بأنه منذ مصادرة ولاياته، لم تكن روماسوى عاصمة مقاطعة فرنسية تُسمى مقاطعة التيبر، ثم مقاطعة روما، وهي واحدة من 130 مقاطعة كانت تُشكل الإمبراطورية الفرنسية آنذاك (1811).
أراد نابليون بناء قصر لابنه. كان من المقرر بناء قصر ملك روما على تلة شايو، حيث نص مرسوم صادر في 16 فبراير 1811 على ما يلي: "يُنشأ بموجب هذا صندوق خاص بقيمة ثلاثين مليون فرنك لبناء قصور في روما، فوق [لذلك على الضفة اليمنى] جسر إينا، وشراء الأراضي اللازمة". لكن مشروع قصر ملك روما هذا قد أُلغي مع سقوط الإمبراطورية، ولم يسكن نابليون الثاني هناك قط.

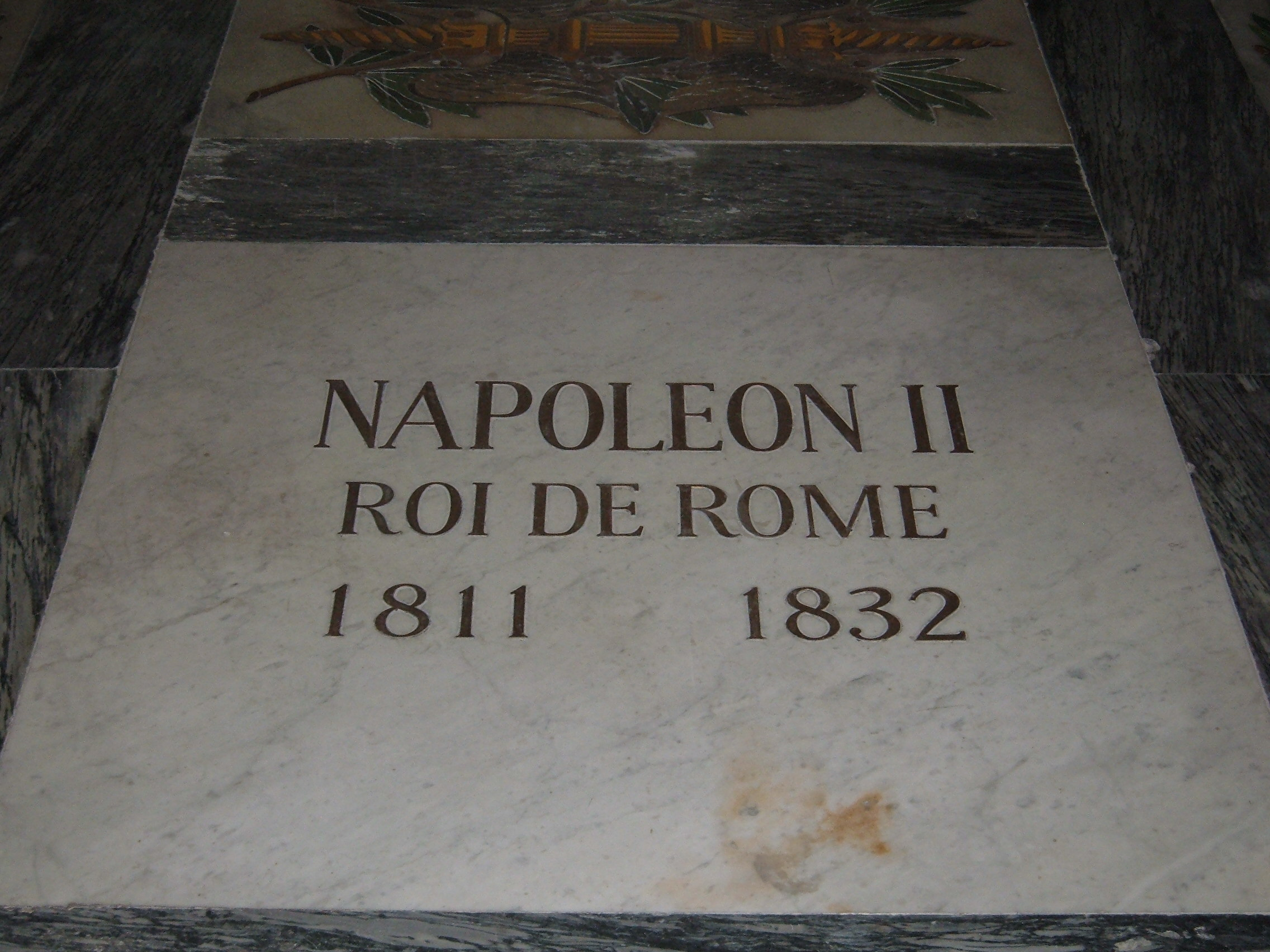
شاهد قبر نابليون الثاني، ملك روما، في ليزانفاليد.

نُظر في تتويج ملك روما في باريس من قِبل البابا، وكان هناك حديث عن أن عيد ميلاده الثاني يقع في 20 مارس 1813، ولكن كان لا بد من التخلي عن هذا بسبب تفاقم الصراع مع البابا.
بُني طريقين في باريس خلال الإمبراطورية الثانية وتم تخصيصهما لملك روما:
- أصبح بوليفارد دي باسي شارع دو روي دو روما في عام 1864.
  - أصبح هذا الشارع شارع كليبر بموجب مرسوم صادر في 16 أغسطس 1879.
- ساحة ملك روما.
  - أصبحت هذه الساحة ساحة تروكاديرو بموجب مرسوم صادر في 1 فبراير  عام 1877
  - ثم ساحة تروكاديرو إي دو 11 نوفمبر بموجب مرسوم بلدي صادر في 18 أكتوبر 1978.

كان الشارع يؤدي إلى ساحة قريبة من الموقع الذي كان من المفترض أن يُبنى فيه قصر ملك روما.
ومن خلال التقليد، طُرحت فكرة منح لقب ملك الجزائر لابن نابليون الثالث، ولكن تم الاحتفاظ بلقب الأمير الإمبراطوري في النهاية. وهذا ما يُفسر تسمية شارع ملك الجزائر في باريس، الذي كان مبادرة من مالك خاص. ولتخليد ذكرى المكان، أطلقت إدارة الممرات المائية في شارينت ماريتيم، وهي إدارة جزيرة إيكس، اسم "ليغلون" عام 1940 و"ملك روما" عام 1956 على سفينتين جديدتين، الأولى بُنيت في أركاشون والثانية في لوريان، وكانتا تخدمان جزيرة إيكس من فورا لي بان من عام 1948 إلى عام 1960 ومن عام 1956 إلى عام 1996.